# Frankie Brian
Frank Sands Brian, detto Frankie (Zachary, 1º maggio 1923 – Zachary, 14 maggio 2017), è stato un cestista statunitense, professionista nella NBL e nella NBA.

## Statistiche

### NBA

#### Regular Season
| Anno      | Squadra             | PG  | PT | MP   | TC%  | 3P% | TL%  | RP  | AP  | PRP | SP | PP   |
| --------- | ------------------- | --- | -- | ---- | ---- | --- | ---- | --- | --- | --- | -- | ---- |
| 1949-1950 | Anderson Packers    | 64  | -  | -    | 31,8 | -   | 82,4 | -   | 3,0 | -   | -  | 17,8 |
| 1950-1951 | Tri-Cit. Blackhawks | 68  | -  | -    | 32,2 | -   | 82,3 | 3,6 | 3,9 | -   | -  | 16,8 |
| 1951-1952 | Ft. Wayne Pistons   | 66  | -  | 40,5 | 35,2 | -   | 84,8 | 3,5 | 3,5 | -   | -  | 15,9 |
| 1952-1953 | Ft. Wayne Pistons   | 68  | -  | 28,1 | 35,1 | -   | 79,5 | 2,0 | 2,1 | -   | -  | 10,7 |
| 1953-1954 | Ft. Wayne Pistons   | 64  | -  | 15,2 | 37,5 | -   | 75,3 | 1,2 | 1,4 | -   | -  | 6,3  |
| 1954-1955 | Ft. Wayne Pistons   | 71  | -  | 19,5 | 38,0 | -   | 85,1 | 1,8 | 2,0 | -   | -  | 9,7  |
| 1955-1956 | Ft. Wayne Pistons   | 37  | -  | 18,4 | 29,7 | -   | 81,8 | 2,4 | 2,0 | -   | -  | 6,2  |
| Carriera  | Carriera            | 438 | -  | 24,9 | 34,0 | -   | 82,1 | 2,4 | 2,6 | -   | -  | 12,3 |

## Palmarès
- Campione NBL (1949)
- All-NBL First Team (1949)
- All-NBL Second Team (1948)
- 2 volte All-NBA Second Team (1950, 1951)
- 2 volte NBA All-Star (1951, 1952)